# 東洋美術史
東洋美術史（とうようびじゅつし）は、東洋における美術の歴史である。
対象となるのは次のような国々である
1. 中国、朝鮮半島（漢字文化圏、日本も含めることがある）
2. インド、東南アジア
3. イランなど西アジア

東洋美術は広い範囲の文化や宗教の影響を受けてきた。強調すべきはアジアの多様な文化を包含する形で美術の歴史があることである。東洋美術史は西洋美術史と平行に、そして数世紀早く発展してきた。イスラム美術、インド美術、中国美術、日本美術は西洋に大きな影響を与えてきたが、またその逆も言える。

## 仏教美術
仏教美術はインド亜大陸において、紀元前5、6世紀の釈尊の生涯から何世紀にも亘って発展してきた。仏教の信者が各地に広がるにつれ、仏教美術も広がって行った。その広がりは中央アジアから東アジアに広がった北ルートと、南アジアに広がった南ルートがある。本家のインドにおいては仏教美術は10世紀頃に仏教がヒンズー教やイスラム教の影響で衰退するまではおおいに発展し、ヒンズー美術の発展に寄与してきた。
曼荼羅というのは修行者がその精神的訓練のために使用される道具であり、それにより神聖な空間を作り出しトランス状態に入るために用いられ、美術品としての価値も高い。
また仏教美術の中心ともいえる仏像は、仏教の初期においては偶像化が禁止されていたが、後世になりギリシア文明（ヘレニズム）に出会って生まれたと言われる。いわゆるガンダーラ美術である。その開始時期はパルティア治世の紀元前50年-紀元75年とされ、クシャーナ朝治世の1世紀〜5世紀にその隆盛を極めた。

## 東南アジアの美術

### インドネシアの美術

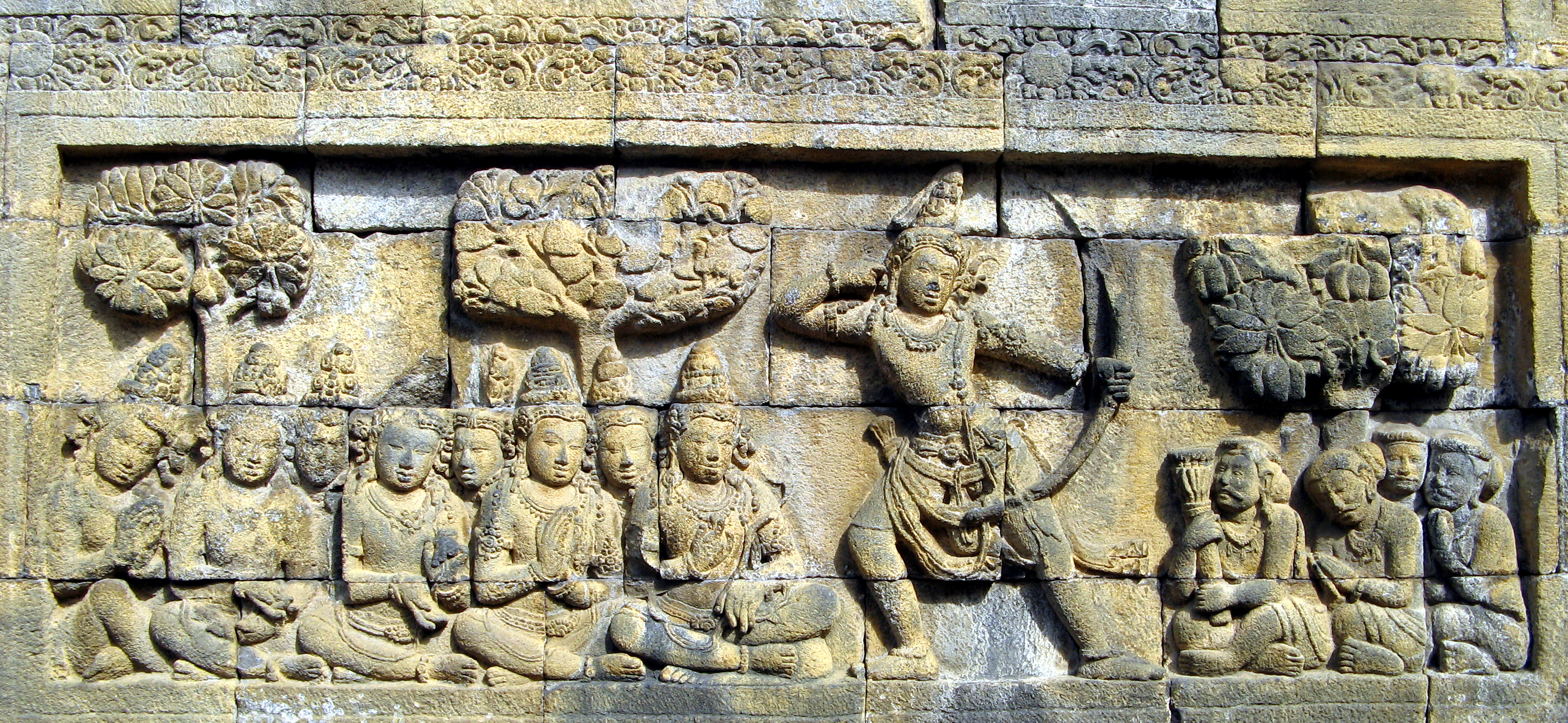
ボロブドゥール寺院のレリーフ彫刻、西暦760年から830年ごろ

インドネシアの芸術と文化は先住民の慣習と外国の影響との長い相互作用によって形作られてきた。インドネシアは極東と中東との古くからの交易路の中心にあり、多くの文化的実践においてヒンドゥー教、仏教、儒教、イスラームなど多くの宗教の影響を強く受けてきた（主要な交易都市では特に）。それ故に元の先住民の文化とは大いに異なる文化が複雑に混ざり合っている。インドネシアは青銅器時代と鉄器時代が長かったが、芸術形式は特に8世紀から10世紀にかけて、単独の芸術作品としても、寺院に取り入れられたものとしても栄えた。
代表的なものは、ジャワ島中部にあるボロブドゥール寺院のレリーフ彫刻である。三キロメートル余りの精妙な浮き彫りは釈迦の生涯をもの語り、その教えを説いている。寺院には元は504体の仏の坐像が存在していた。この遺跡はジャワ中部の他のものと同じく、インドからの明らかな影響を示している。

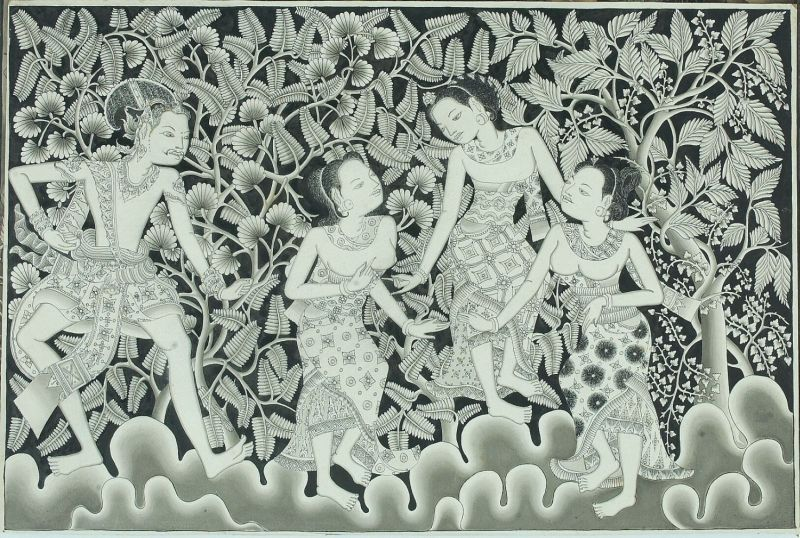
ジャングルで三人の女性に出会うパンジ王子のバリ絵画

インドネシアは絵画では一般的に知られていないが、緻密で表現豊かなバリの絵画は別で、多くは自然の光景や伝統舞踊からの主題を表現している。

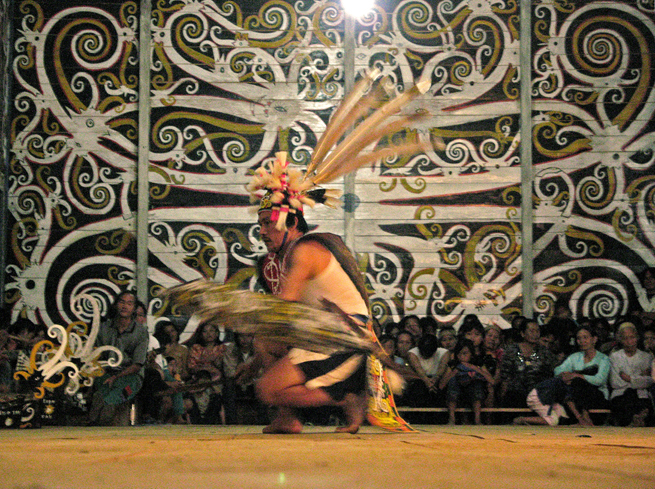
クニャー族の壁画、北カリマンタン州のロング・ナワン村で。

他の例外はクニャの壁画のデザインで、オーストロネシア文化でよく見られるものと同様に、木生羊歯や、木々、犬、サイチョウの仲間、人の形などの地域特有の自然のモチーフを基にしている。これらは東カリマンタンのアポ・カヤン地域の、クニャー・ダヤクのロングハウスで壁が装飾されているのが今でも見られる。
カリグラフィーの多くはクルアーンに基づいており、イスラームが自然描写を禁じているので装飾としてよく用いられる。一部の外国人の画家もインドネシアに定住してきた。現代のインドネシアの画家は幅広い様式と画題を用いている。

### カンボジアの美術

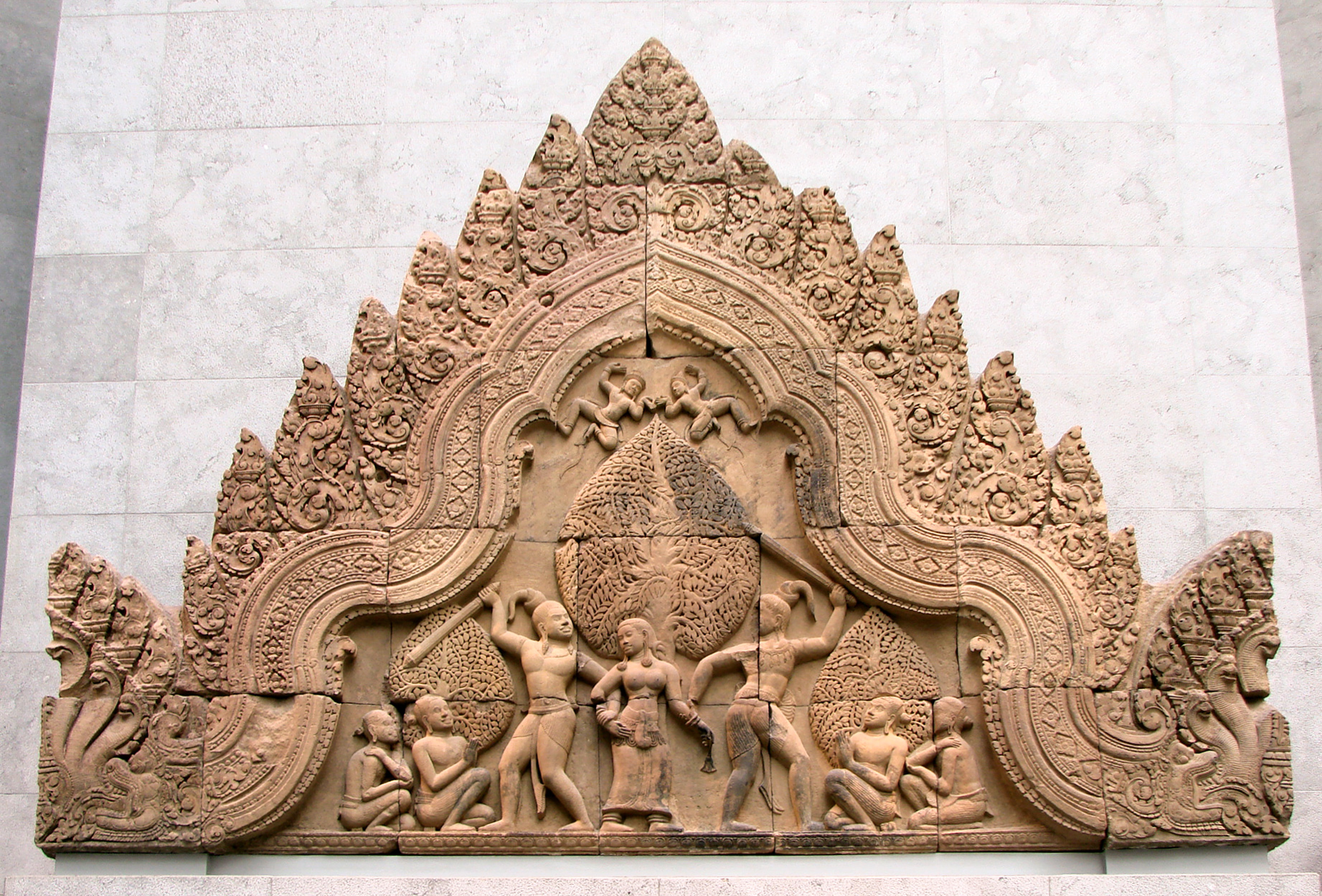
砂岩の浮き彫りによる破風、バンテアイ・スレイ（アンコール遺跡）から、967年頃

カンボジアの芸術と文化には数世紀に遡る豊かで多様な歴史があり、インドの影響を強く受けてきた。次にカンボジアはタイ、ラオスと大いに影響を与え合った。カンボジアの長い歴史を通じて、主要なインスピレーションの源は宗教であった。ほぼ二千年に亘って、カンボジアは先住民のアニミズム的信仰とインドの宗教である仏教、ヒンドゥー教の習合からクメール独自の信仰を育んできた。
言語や芸術などのインドの文化と文明は、西暦1世紀頃には東南アジアの本土に及んだ。海上の商人がインドの習慣と文化を、タイランド湾沿いと太平洋沿岸の港に持ち込んだと一般に信じられている。最初にこれを受けた国が扶南国だった。あらゆる時代でカンボジア文化は、ジャワ、中国文明、ラオス、タイの各文化からも要素を吸収した。

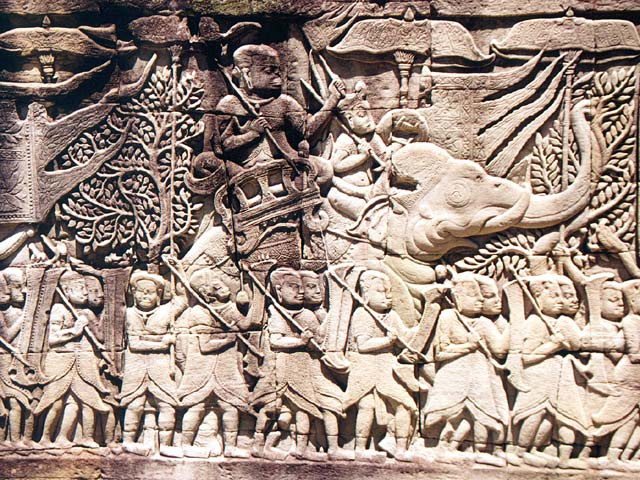
バヨン寺院にある石の浅浮彫り、チャム族との戦争でのクメール軍を描いている、西暦1200年頃に彫られたもの

カンボジア美術の歴史は古代の工芸にまで世紀を溯り、クメール美術はアンコール期に頂点に達した。伝統的なカンボジアの美術と工芸には、布地、織物、銀細工、石彫、漆器、陶器、ワットの壁画、凧作りなどがある。1940年代までには現代美術の伝統が始まったが、20世紀の後半に伝統芸術も現代美術も幾つかの理由（クメール・ルージュによる芸術家の殺害など）により衰えた。カンボジアは、政府、NGO、外国人観光客の支援が増え、近年は芸術の復興を遂げてきている。
クメール彫刻は、今のカンボジアの基となる領域を治めたクメール王朝の石彫刻のことを言うが、今より大きくて、9世紀から13世紀に斯けての王朝である。最も著名な例は、その中心地であったアンコール遺跡で見られる。
7世紀には、クメール彫刻はヒンドゥー教の影響（グプタ朝以前の仏像とパッラヴァ朝のヒンドゥーの神像）から離れ始める。そして様式の絶え間ない進歩を経て独創性を発展させるようになり、10世紀が完全で決定的な時期だと考えられている。
クメール彫刻で見られる神々はインドの二大宗教、仏教とヒンドゥー教のものである。

### タイの美術

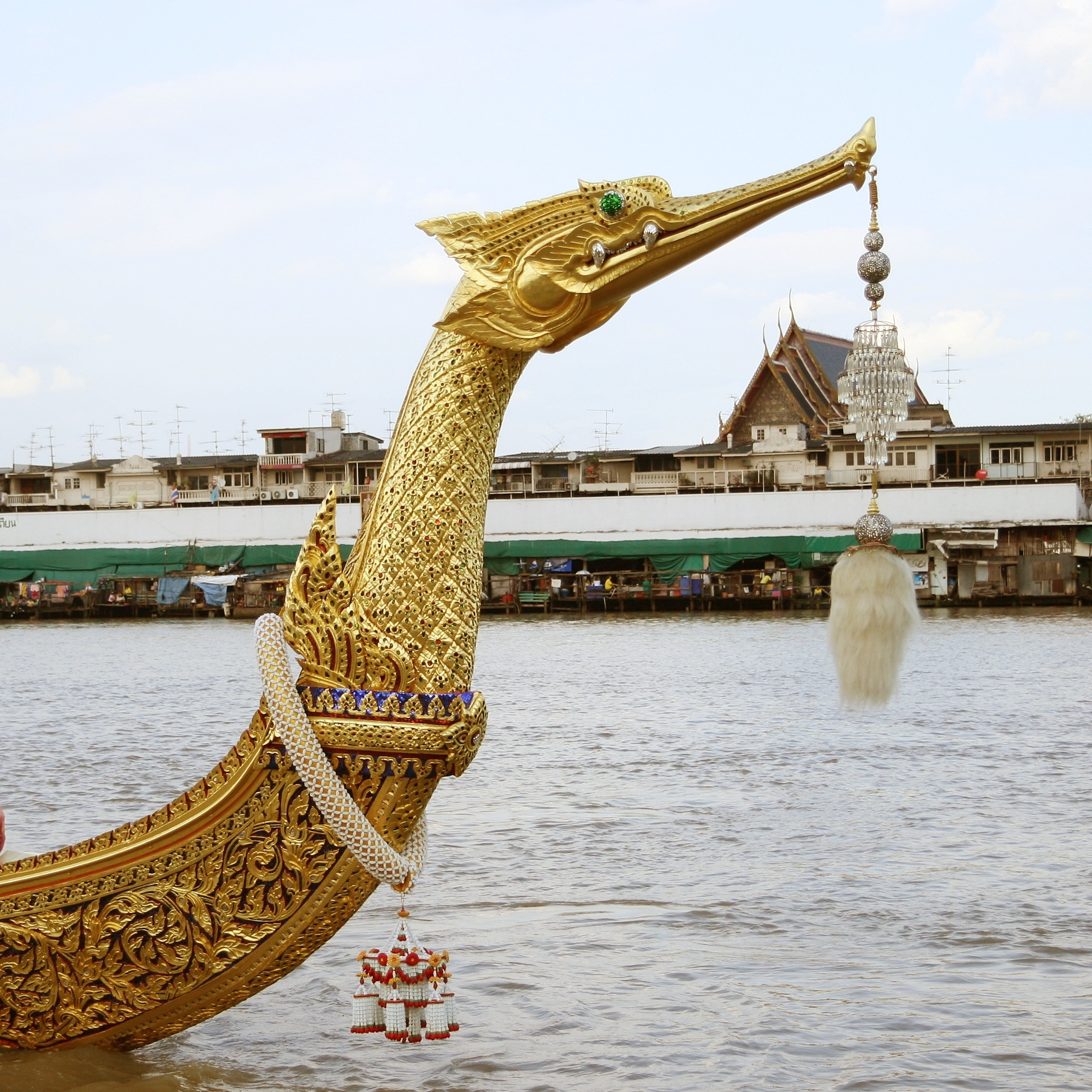
タイの王室御座船、スパンナホンの船首。

タイの芸術と美術は、伝統的に第一に仏教と王室の美術だった。彫刻はほぼ仏像のみである一方、絵画は本の挿絵、建物（主に宮殿や寺院）の装飾に限られていた。各時代におけるタイの仏像には多くの独特な様式がある。現代のタイ美術は、伝統的なタイの要素を現代的な技法と組み合わせている。
伝統的なタイの絵画は遠近法のない2次元で題材を示していた。遠近法は、西洋の影響を受けた19世紀半ばに導入された。最もよくある物語の画題は、ジャータカ物語、ブッダの生涯での出来事、仏教の極楽と地獄、日常生活の場面である。
スコータイ時代は14世紀のスコータイ王朝に始った。スコータイ仏は優雅で、しなやかな体と面長で卵形の顔をしている。この様式は、解剖学的な詳細を省くことで仏の精神的な側面を強調した。この効果は、彫像よりは鋳像の方で高められるようになった。この時代からは「遊行仏」の姿も見られる。
スコータイからは宋胡禄様式による大量の釉掛けされた陶器も生み出され、東南アジア中で取引された。

### ベトナムの美術

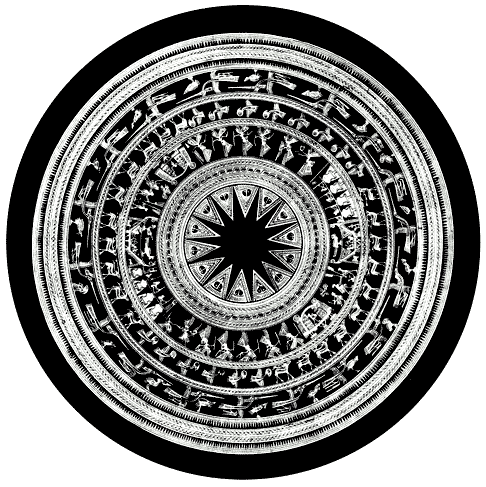
ゴックルー銅鼓の上面、紀元前2から3世紀

ベトナムの芸術は、東南アジア地域の文化のうち最古のものの一つである。豊かな芸術的遺産は先史時代に始まり、絹絵、彫刻、陶磁器、木版刷、建築、音楽、舞踊、演劇などがある。
伝統的なベトナムの美術はベトナムで、またはベトナム人芸術家によりなされた美術であり、（精巧なドンソン銅鼓などの）古代のものから北属期後の美術までである。北属期後のものは、道教や儒教などの中国思想よりもその仏教美術に強く影響を受けた。チャンパの美術やフランスの美術も後に役を果たした。
ベトナム美術への中国の影響は、陶磁器、書道、伝統建築に及んでいる。現在、ヴェトナムの漆画はとても人気になっている。
ベトナムで最後の統治王朝である阮朝（1802年頃〜1945年）では、陶磁美術に新たな関心が寄せられた。アジア各地の宮廷がベトナムの陶磁器を輸入した。

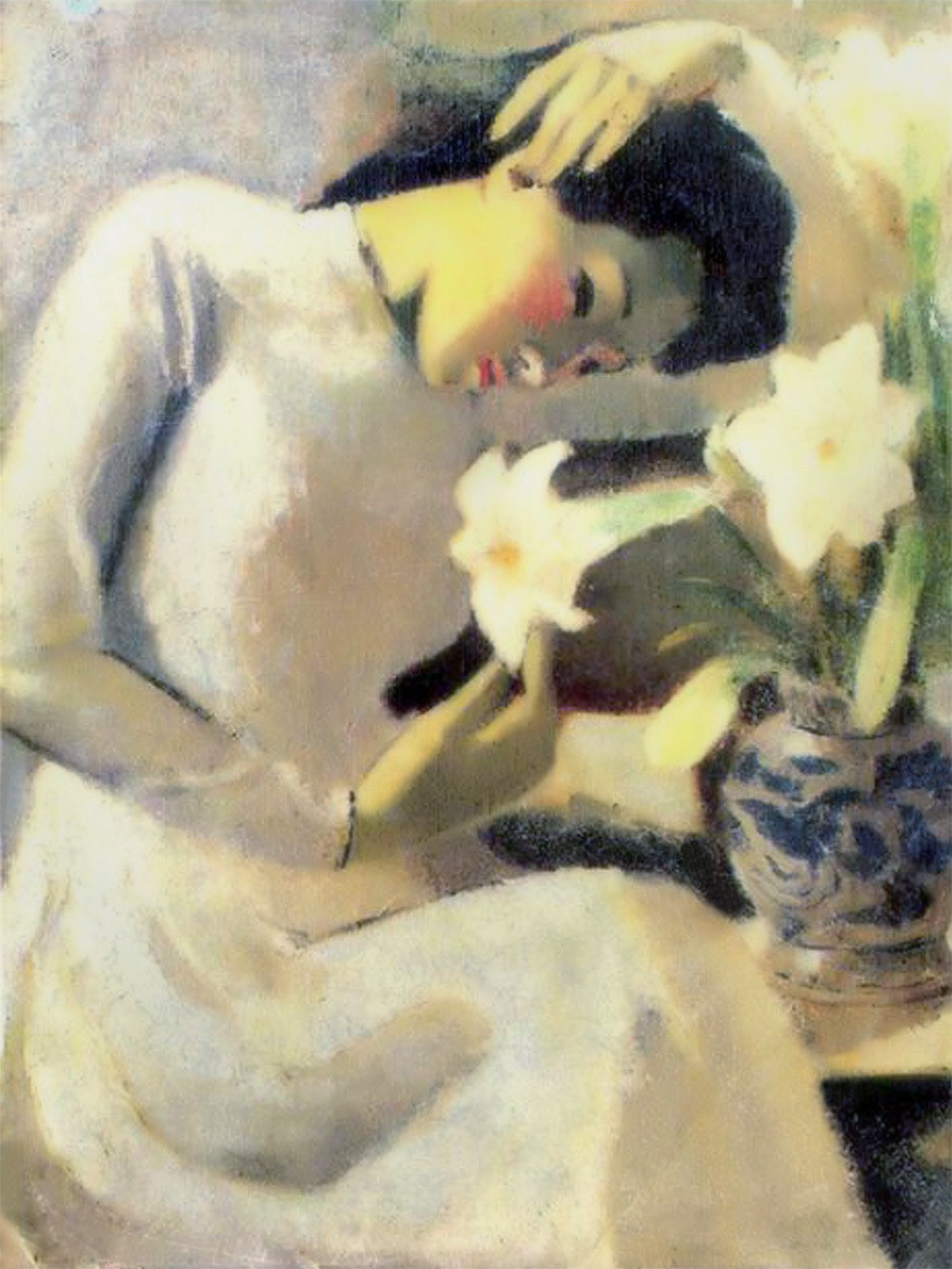
トー・ゴック・ヴァンの「百合の傍らの少女」、1943年、油彩

19世紀の初頭には、近代美術とフランス美術の影響がベトナムに広まった。20世紀の初期には、インドシナ高等美術学校（現ヴェトナム美術大学）が設立され、ヨーロッパの技法が教えられると、主にハノイやホーチミン市などの大都市で影響を及ぼした。
フランスがベトナムを統治していた80年間はベトナム人に旅行制限が課され、国の独立戦争が長期に及んだので、ベトナム国外で活動できたベトナム人芸術家は稀だった。 裕福な家に生まれた少数の芸術家は、フランスに行く機会を得てそこで大部分の仕事を行った。 例えば、レ・ティ・ルー、レ・フォー、マイ・チュン・トゥ、レ・ヴァン・デ、ルバダン、ファム・タンなどがいる。
現代のヴェトナムの美術家は、伝統的な絹や漆などを素材にしてフランスの技法を利用している。そして東洋と西洋の要素を独自に融合させたものを作り上げている。
ベトナムの書道には古い歴史があり、嘗ては漢字がチュノムと共に用いられてきた。しかし、現代のヴェトナム書道の多くは、ローマ字を基にしたクオック・グーが代わって使われる。

### アート・ギャラリー

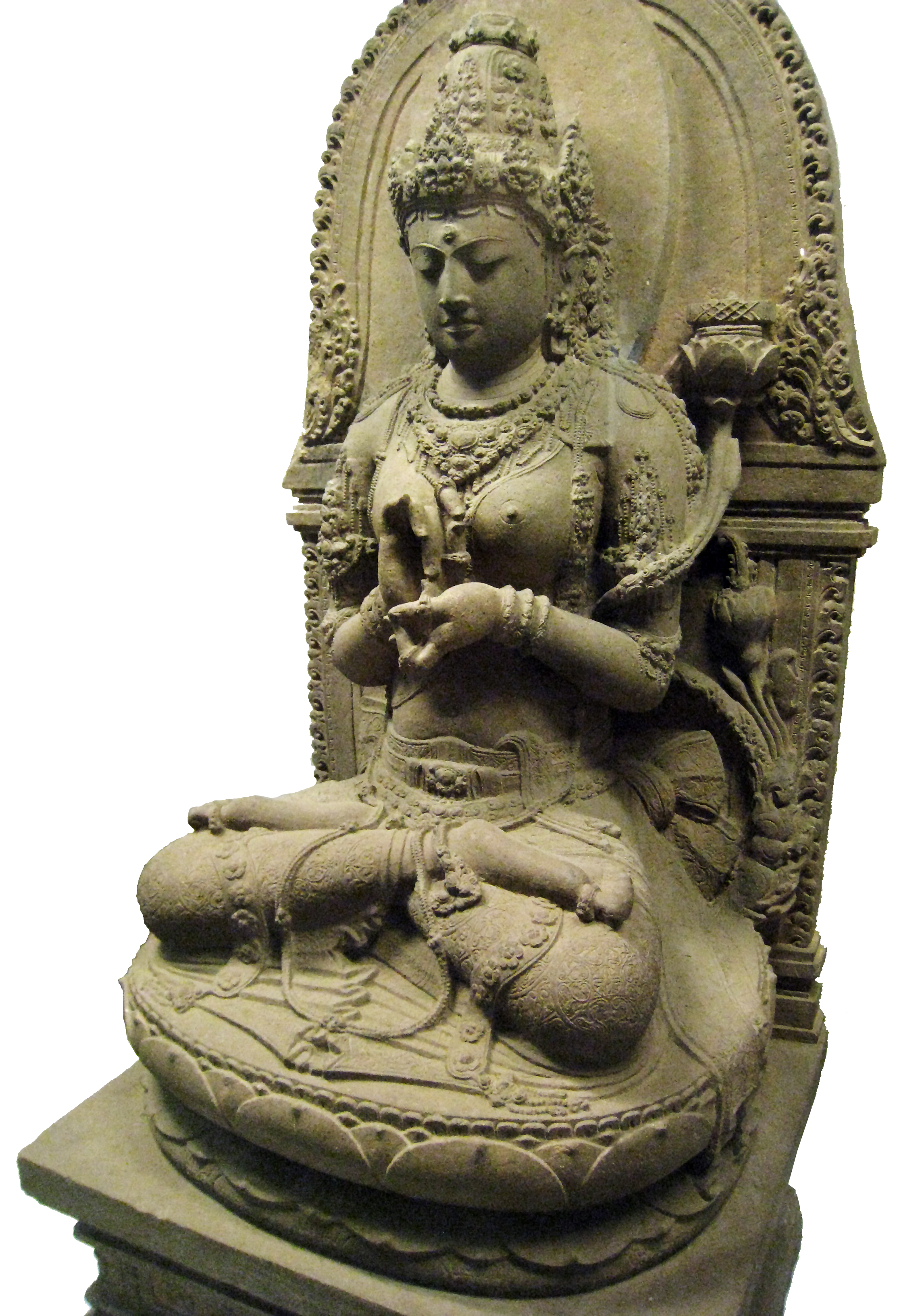
シンガサリ王国のパンニャー・パーラミー、13世紀のジャワの美術、インドネシア
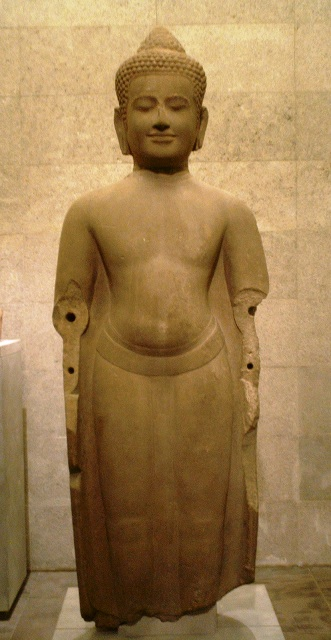
ブッダ、プリヤ・カーンより、14世紀、カンボジア
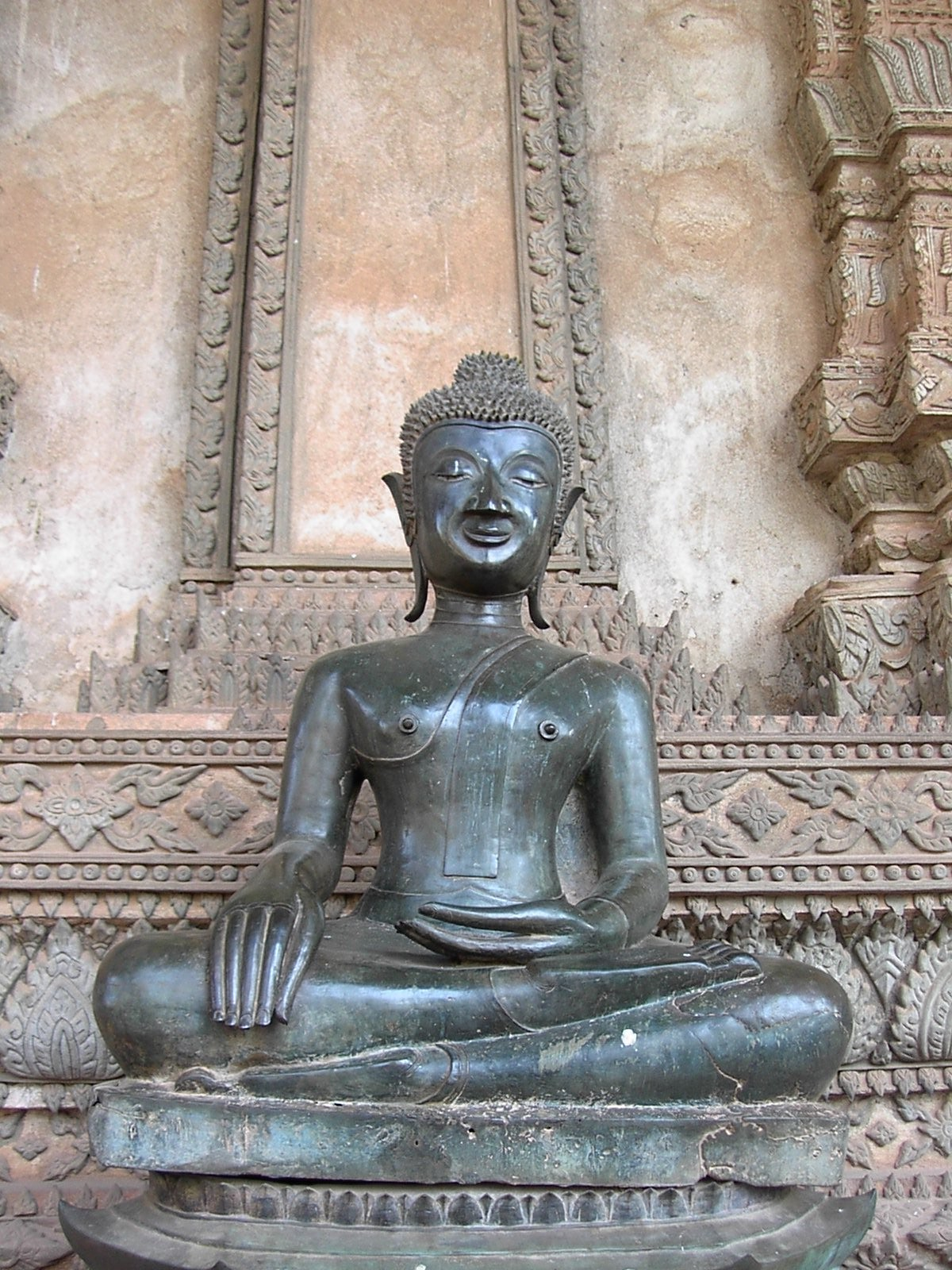
「触地印」を結ぶブッダ、ホー・パケオ寺院、ヴィエンチャン、ラオス
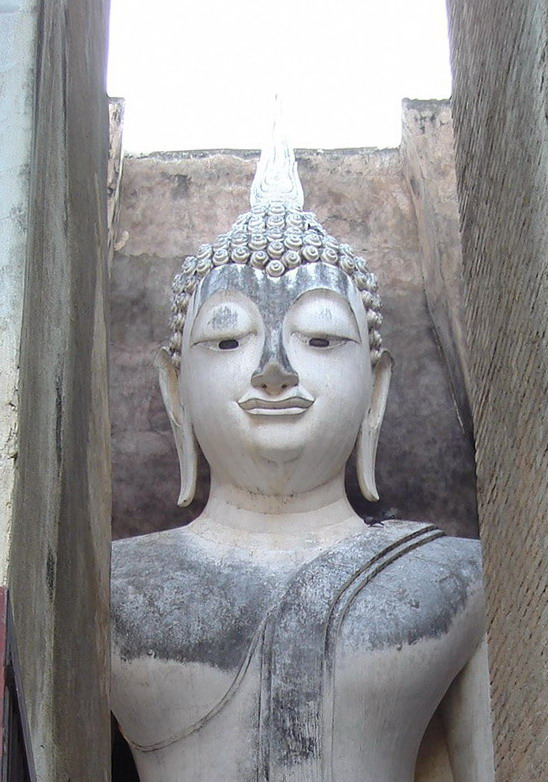
ワット・シーチュムのアチャナ仏、13世紀、スコータイ朝、タイ